# Iglesia matriz de San Juan Bautista (Arucas)
La parroquia matriz de san Juan Bautista es un templo católico que se encuentra en el casco histórico de la ciudad de Arucas, en Gran Canaria (Canarias, España). Obra del arquitecto español Manuel Vega y March, comenzó a construirse en 1909, prolongándose las obras durante 70 años. Conocida popularmente como La catedral de Arucas (a pesar de no ser catedral ni basílica), por su aspecto exterior, constituye uno de los edificios emblemáticos de la isla de Gran Canaria.

## Templo antiguo
Tras la conquista de la isla de Gran Canaria por los Reyes Católicos en el año 1483, se establece en Arucas un nuevo poblamiento a imagen del recién importado modelo castellano, en el mismo emplazamiento que, previamente, ocupó la población aborigen. Parece que la fundación del nuevo caserío ya era un hecho en 1503, con la concentración de un reducido núcleo de casas en torno a una pequeña ermita dedicada a San Juan Bautista, en una zona entre el llamado "Teatro nuevo" y la actual iglesia. El auge de la comarca propició que la ermita fuera elevada a parroquia en 1515. Con el paso del tiempo, la vieja iglesia se fue deteriorando, obligando a una importante reedificación en el siglo XVI, a la que siguieron sucesivas restauraciones.
En el siglo XVII, la ermita pasó de una sencilla planta central a convertirse en un templo de tres naves, de corte renacentista. Ya a finales del siglo XVII, se interviene profundamente en la fachada, añadiendo en el flanco norte una torre-campanario de aire románico, con piedra azul de las canteras de Arucas y, en 1846, la torre sur, neoclásica, que incluía un reloj.
Desde principios del siglo XX, se afianzó la idea de que la población contara con un edificio más grande y esplendoroso, debatiéndose entre mejorar el existente o levantar uno nuevo. Finalmente, venció la opción de la demolición y la construcción de uno nuevo en su lugar. Así, en enero de 1909, se empezó a desmontar el primitivo templo, al tiempo que ya se trabajaba en el proyecto de la actual iglesia.

## Iglesia actual

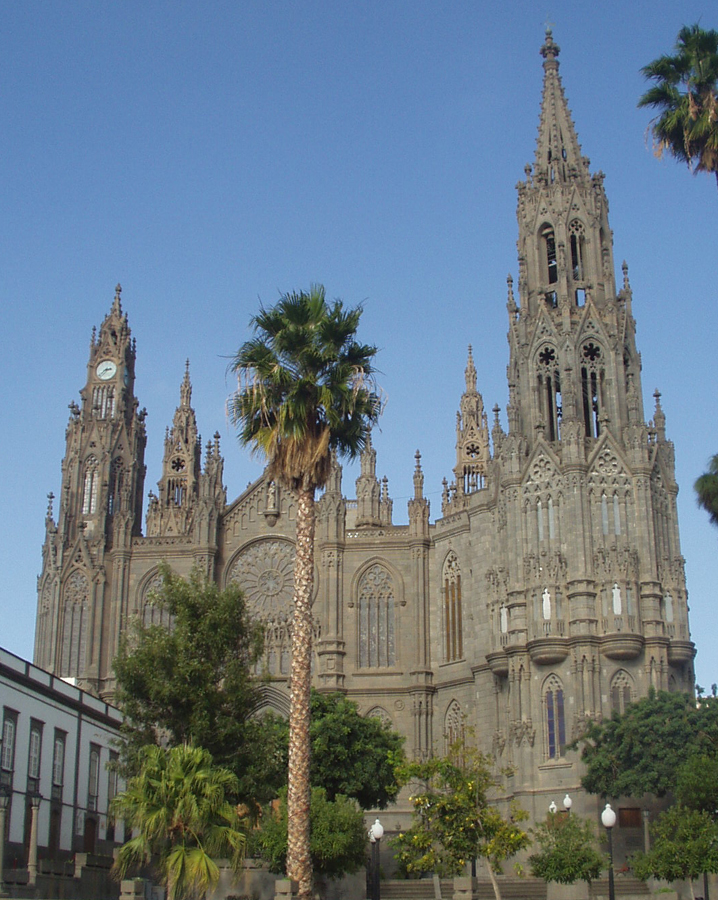
Vista de las torres neogóticas de la iglesia.

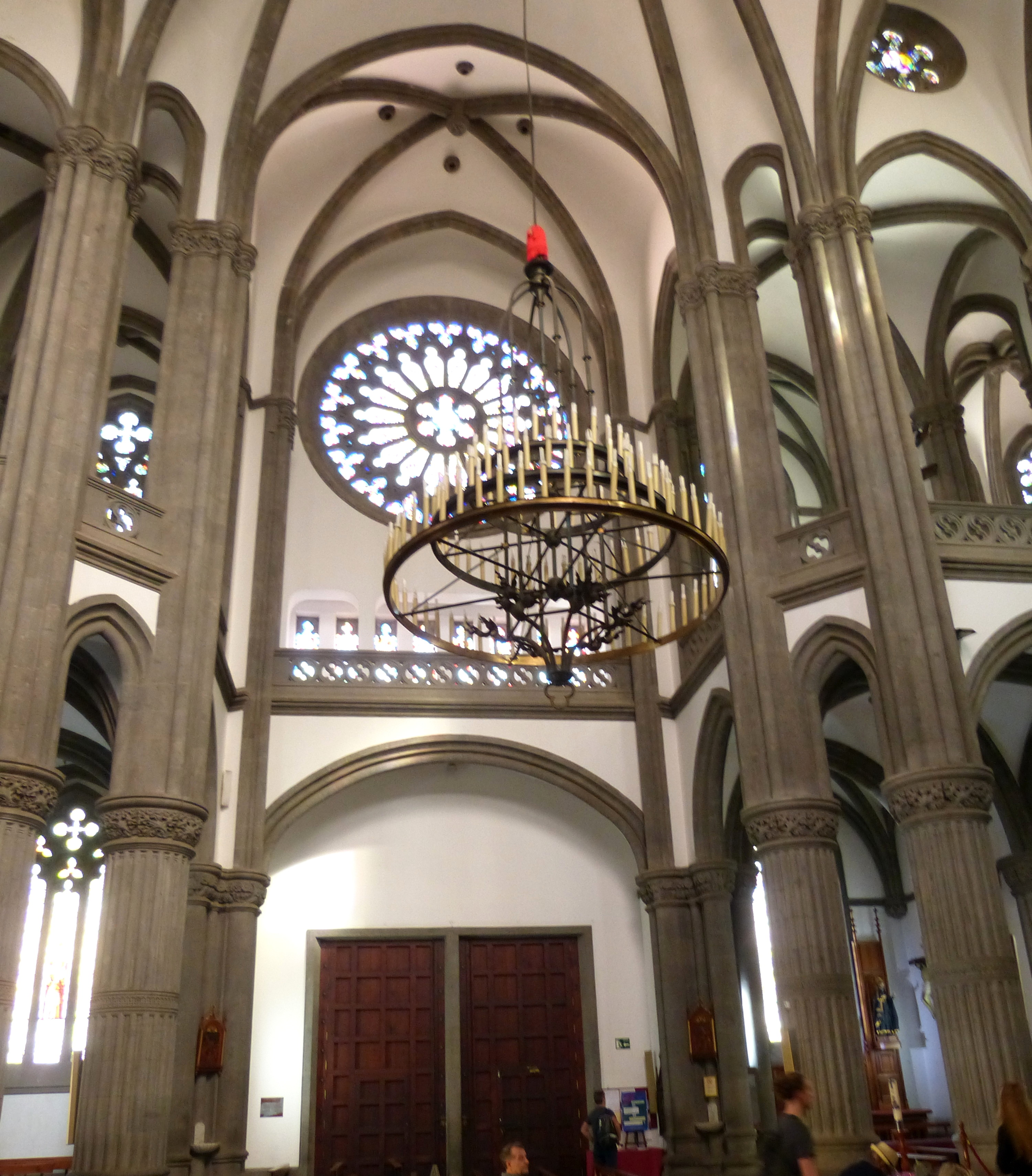
Interior de la nave central y el rosetón.

La nueva iglesia comenzó a construirse el 19 de marzo de 1909, según el proyecto del arquitecto catalán Manuel Vega y March, abriéndose al culto en 1917, aunque las tareas arquitectónicas se prolongaron hasta 1977. La idea de levantar un nuevo edificio más grande y esplendoroso que el anterior, que albergara a la creciente población de la parroquia, fue acogida con entusiasmo por todo el vecindario, que participó solidariamente en el proyecto. La construcción se distingue por su estilo neogótico; realizada en cantería de Arucas, la elaborada talla pone de relieve la renombrada habilidad de los labrantes de la localidad.
La planta del edificio configura un cuadrado casi perfecto, al verse las tres naves longitudinales interrumpidas por un amplio transepto que refuerza, al igual que la tribuna que recorre la parte superior, la centralidad del espacio. La nave principal es dos veces más ancha que las laterales que, a su vez, se prolongan en torno al ábside y lo rodean formando un deambulatorio. En el exterior, destaca el detallismo y la profusión decorativa. Cada una de sus fachadas se encuentra enmarcada por dos agudas torres de base poligonal.
De acuerdo al estilo en el que fue concebida la iglesia, las vidrieras adquieren un notable protagonismo. Éstas proceden de la renombrada firma francesa Maumejean, conseguidas gracias a la donación de particulares, hermandades, cofradías y grupos vecinales. Pero el templo destaca, también, por el importante legado artístico que conserva, procedente, sobre todo, de la antigua iglesia. Destaca el Cristo Crucificado, del siglo XVI, que preside actualmente el altar mayor.

### Capilla de Nuestra Señora del Carmen
Altar privilegiado del Templo, por concesión de Pío IX en 1876. Alberga dos vidrieras con las efigies del Corazón de María y San Antonio María Claret, donadas en 1920 por la Hermandad del Carmen, y fabricadas por la Casa Maumèjean y Hermanos de París.
Se pueden contemplar además otros dos vitrales, que representan a la Virgen del Carmen y a San Fernando, donados por D. Manuel González y su esposa, Dª Carmen Suárez.
La Virgen del Carmen y Santa Teresa se trajeron de la Casa Miralles de Valencia. La Virgen en 1902, donada por D. Antonio Guerra; y Santa Teresa en 1903, costeada por Dª Juana Suárez.
La de San Elías la talló en Las Palmas de Gran Canaria, el escultor valenciano D. Agustín Navarro Beltrá, y la regaló a la Parroquia D. Elías Hernández Pérez. La de Santa Tereseta fue traída de Barcelona en 1947. Fue bendecida y entronizada el 27 de abril de dicho año.
En cuanto al retablo, mesa de altar y hornacinas, tallados en cedro, de estilo gótico, adornos, y remates sobredorados, se adquirieron en 1920, en la Casa de D. José Candela de Valencia.
Como caso excepcional, en el suelo de la capilla, se dio sepultura al Párroco D. Francisco Cárdenes Herrera, no sólo porque fuera gran impulsor de la Hermandad del Carmen, sino por su ingente labor en la construcción del Templo. Falleció el 14 de octubre de 1943.

### Capilla Bautismal
Tiene esta capilla tres vitrales de dos cuerpos cada uno colocados en 1920. A la izquierda, el de San Silvestre bautizando al emperador Constantino; a la derecha, el de San Francisco Javier cristianizando a neófitos de varias razas; y en el centro, el de San Juan Bautista bautizando a Jesucristo.
En el centro de la capilla, se encuentra la Pila Bautismal, en piedra azul de Arucas, primorosamente labrada, con su tapa tallada en caoba, obra realizada por D. Domingo Benavides en 1862, y bendecida el 19 de abril de dicho año. Sobre ella, el popular "San Juanito", talla en marfil así denominada por su pequeño tamaño.

## Efemérides
En el año 2000, con motivo del Año Santo Jubilar proclamado por Juan Pablo II, el Cristo de Telde y la Virgen del Pino peregrinaron hacia Las Palmas de Gran Canaria para hospedarse en la Catedral de Canarias. Durante 15 días, la Virgen del Pino estuvo custodiada en la Catedral de Canarias. A su regreso a la villa de Teror, el 17 de junio del año 2000, fue acogida en Arucas y hospedada durante una noche en la Iglesia matriz de san Juan Bautista.

## Restauración polémica
En 2020 la Virgen de los Dolores de Arucas fue objeto de una polémica restauración.